# X/891 J1
| X/891 J1             | X/891 J1        |
| Geschichte           | Geschichte      |
| -------------------- | --------------- |
| Entdecker            |                 |
| Datum der Entdeckung | 10.–12. Mai 891 |

X/891 J1 ist ein Komet, der im Jahr 891 mit dem bloßen Auge gesehen werden konnte. Er wird zu den „Großen Kometen“ gezählt.

## Entdeckung und Beobachtung
Die chinesische Chronik Xīn Táng Shū aus dem 11. Jahrhundert berichtet davon, dass am 12. Mai 891 ein „Besenstern“ im Sternbild Großer Bär gesehen wurde. Er bewegte sich nach Osten durch das Sternbild Bärenhüter, ging an Arktur vorüber bis in die Gegend des Sternbilds Schlange und hatte einen Schweif von über 100° Länge. Er wurde noch bis zum 5. Juli beobachtet.
Auch in den Chroniken anderer Kulturen kann der Komet vielfach nachgewiesen werden. Die Japaner berichteten in einem Text aus dem 18. Jahrhundert von einem „Gaststern“ am 11. Mai, und auch die muslimischen Chroniken al-Muntaẓam fī tārīḫi l-mulūk wa-l-umam des Ibn al-Ǧawziyy und al-Kāmil fī at-tārīḫ des Ibn al-Athīr aus dem Irak des 13. Jahrhunderts berichten über das Jahr 278 n. H. (14. April 891–1. April 892):

«و فيها ظهر كوكب ذو جمة، وصارت الجمة ذؤابة.»

„Wa fīhā ẓahar kawkab ḏū ǧumma, wa ṣārat al-ǧumma ḏuʾāba.“

„In ihm erschien ein Stern mit einem Haarschopf, und der Haarschopf wurde zu einer Mähne.“

Mehrere europäische Texte berichten, dass der Komet etwa zur Zeit der Bittprozessionen vor Himmelfahrt, also in jenem Jahr im Zeitraum vom 10. bis 12. Mai erschien, wie zum Beispiel die englischen Texte Chronicon ex Chronicis des Johannes von Worcester und die Angelsächsische Chronik aus dem 12. Jahrhundert, sowie die Chronica maiora des Matthäus Paris aus dem 13. Jahrhundert.

“A.D. 891. […] And the same year after Easter, about the gang-days or before, appeared the star that men in book-Latin call cometa: some men say that in English it may be termed hairy star; for that there standeth off from it a long gleam of light, whilom on one side, whilom on each.”

„Und im gleichen Jahr nach Ostern (4. April), um die Bitttage oder davor, erschien der Stern, den die Menschen auf Lateinisch cometa nennen. Einige Leute sagen, dass er auf Englisch Haarstern genannt werden kann, weil davon ein langer Lichtschimmer absteht, manchmal auf einer Seite und manchmal auf jeder Seite.“

“Anno Domini DCCCXCI. […] Eodem anno circa tempus Rogationum cometa apparuit, quae Anglice Vexede sterre nuncupatur.”

„A.D. 891. […] Im gleichen Jahr um die Zeit der Bitttage erschien ein Komet, der von den Engländern Haarstern genannt wird.“

Andere europäische Texte, wie der Schweizer Text Annales Alamannici und der belgische Text Annales Laubacenses aus dem 10. Jahrhundert, sowie der deutsche Text Annales Corbeienses aus dem 12. Jahrhundert berichten für das Jahr 891 von einem Kometen und einer Sonnenfinsternis. Die in Europa über Frankreich, der Schweiz, Nordostitalien und dem Balkan ringförmige Sonnenfinsternis ereignete sich am 8. August.

## Umlaufbahn
Für diesen Kometen konnten aufgrund der unsicheren Ausgangsdaten bisher keine Bahnelemente bestimmt werden. Allerdings weist die große Schweiflänge darauf hin, dass der Komet während der Zeit seiner Sichtbarkeit der Erde möglicherweise recht nahekam.